# Belvedere (Weimar)

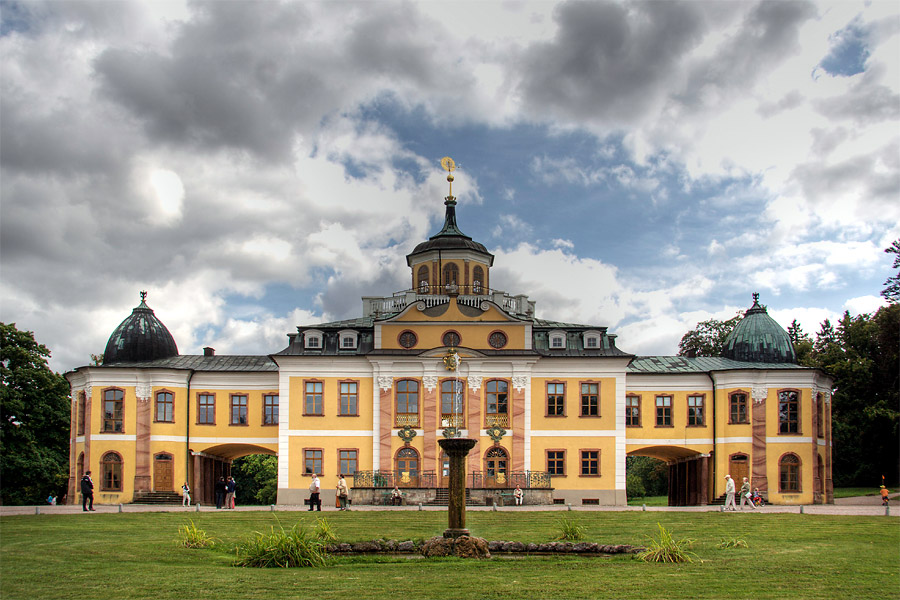
Schloss Belvedere

Schloss Belvedere, gelegen aan de rand van de Duitse stad Weimar, is een barok lustslot voor feesten, in 1724-1732 gebouwd voor hertog Ernst August I van Saksen-Weimar-Eisenach naar ontwerpen van Johann August Richter en Gottfried Heinrich Krohne. Het tegenwoordige museum ligt op zo'n 4 kilometer van de stad.
Het corps de logis wordt geflankeerd door symmetrische paviljoens. Tegenwoordig herbergt het slot een deel van de kunstcollecties van Weimar, met porselein en faience, meubels en schilderijen uit de achttiende eeuw. Een vleugel van de oranjerie in het Schlosspark bevat een verzameling historische rijtuigen.
Oorspronkelijk waren de tuinen van het slot tuinen tussen 1728-1748 aangelegd in de Franse stijl. Na 1811 werd een groot deel van de buitentuinen aangepast aan de Engelse tuinstijl voor hertog Karel Frederik, die in 1853 in Belvedere stierf. Een beschrijving van de verzameling exotische planten werd in 1820 gepubliceerd in de catalogus Hortus Belvedereanus.
Het gehele complex, inclusief het landschappark met zijn vele exotische planten, werd in 1998 door UNESCO uitgeroepen tot werelderfgoed als onderdeel van de groep "Klassiek Weimar".

## Externe bronnen
- Website Schloss Belvedere